# ألبرشت ولترز
ألبرشت ولترز (بالألمانية: Albrecht Wolters) هو عالم عقيدة ألماني، ولد في 25 أغسطس 1822 في إميريش آم راين في ألمانيا، وتوفي في 29 مارس 1878 في هاله في ألمانيا.